# Ložišća
Ložišća is een plaats in de gemeente Milna in de Kroatische provincie Split-Dalmatië. De plaats telt 139 inwoners (2001).